# Hội đồng Nghị viện Liên Hợp Quốc
Hội đồng Nghị viện Liên Hợp Quốc (tiếng Anh: United Nations Parliamentary Assembly - UNPA) là một cơ quan được đề xuất để bổ sung cho Hệ thống Liên Hợp Quốc cho phép sự tham gia và tiếng nói lớn hơn của các Nghị sĩ. Ý tưởng này được đưa ra khi Hội Quốc liên được thành lập vào những năm 1920 và lại nổi lên một lần nữa sau khi Chiến tranh thế giới thứ hai kết thúc năm 1945, nhưng sau đó hầu như chìm xuống trong suốt Chiến tranh Lạnh. Chiến dịch Thành lập Hội đồng Nghị viện Liên Hợp Quốc được thành lập năm 2007 bởi tổ chức Dân chủ Không Biên giới (trước kia là Ủy ban Liên Hợp Quốc Dân chủ) nhằm tổ chức các nỗ lực ủng hộ thành lập UNPA. Tính tới tháng 6 năm 2017 chiến dịch đã nhận được sự ủng hộ của gần 1.500 Nghị sĩ từ hơn 100 quốc gia toàn thế giới. Ủy ban về An ninh Toàn cầu, Pháp luật và Chính phủ, đứng đầu là cựu Bộ trưởng Ngoại giao Hoa Kỳ Madeleine Albright và cựu Bộ trưởng Bộ Ngoại giao Nigeria Ibrahim Gambari, đã kêu gọi thành lập một Mạng lưới Nghị viện Liên Hợp Quốc "nhằm tạo nhận thức và sự tham gia lớn hơn bằng cách nêu cao tiếng nói của các cơ quan lập pháp của các quốc gia trên toàn cầu." Ủy ban đề xuất rằng bản chất của Mạng lưới này "sẽ tương tự như Mạng lưới Nghị viện Ngân hàng Thế giới và Quỹ Tiền tệ Quốc tế và Hội đồng Nghị viện Tổ chức Thương mại Thế giới".
Những người ủng hộ đã bắt đầu đưa ra các hình thức UNPA có thể xảy ra, bao gồm việc đưa ra một hiệp ước mới; thành lập một UNPA như là một cơ quan phụ của Đại Hội đồng Liên Hợp Quốc; và phát triển một UNPA từ Liên minh Nghị viện Thế giới hoặc một tổ chức phi chính phủ khác. Một vài đề xuất về cơ cấu thành viên đã được đưa ra để phản ánh đúng sự khác biệt về dân số và kinh tế của các quốc gia thành viên LHQ. CEUNPA ủng hộ việc trao quyền cố vấn cho UNPA khi mới thành lập và sau đó sẽ dần dần tăng quyền hạn của nó trong hệ thống LHQ.

## Lịch sử
Các đề xuất về một hội đồng nghị viện trong các tổ chức liên minh quốc gia được đưa sớm nhất vào khoảng thập niên 1920, khi các nhà sáng lập Hội Quốc liên đã cân nhắc (và sau đó là từ chối) các kế hoạch đưa vào cơ cấu của Hội một đại biểu của nhân dân. Các tài liệu trong thời gian thành lập Hội Quốc liên và LHQ cho thấy một vài cơ chế tham gia trực tiếp cho các công dân hoặc nhà lập pháp, ngoài Điều 71 Hiến chương Liên Hợp Quốc cho phép ECOSOC trao quyền cố vấn cho một vài tổ chức, và các yêu cầu trong Chương XVIII và XIX đòi hỏi sự phê chuẩn và các dự thảo sửa đổi phải được chấp thuận bởi các quốc gia thành viên "theo đúng những quy định của hiến pháp từng quốc gia", trong đó thường đòi hỏi mỗi quốc gia phải đưa ra các bổ sung vào luật pháp của mình. Vào năm 1945, một hội đồng nhân dân thế giới đã được chính trị gia người Anh Ernest Bevin đề xuất. Ông đã nói tại Hạ viện Anh rằng "Cần phải có một nghiên cứu về một hội đồng được trực tiếp bầu ra bởi người dân trên toàn thế giới nơi mà các quốc gia đều đóng góp vai trò và trách nhiệm của mình."
Vào ngày 16 tháng 10 năm 1945, trước khi Hiến chương LHQ được đưa vào hiệu lực, cựu Chánh án Tòa án Tối cao Hoa Kỳ Owen J. Roberts và cựu Thống đốc New Hampshire Robert P. Bass tổ chức một hội nghị tại Dublin, New Hampshire và thông qua Tuyên bố Dublin. Tuyên bố này nói rằng Hiến chương LHQ không đủ khả năng để gìn giữ hòa bình và đề xuất biến Đại Hội đồng LHQ thành một cơ quan lập pháp thế giới, với quan điểm "Một chính phủ như vậy nên hoạt động dựa trên một bản hiến pháp được tất cả người dân và quốc gia tham gia đóng góp một cách công bằng và sẽ xem xét các vấn đề về tài nguyên thiên nhiên và công nghiệp cùng với những nhân tố khác như dân số. Nó không thể chỉ dựa trên các hiệp ước...mà trong đó các thành viên...thi hành và bỏ phiếu như những quốc gia riêng biệt được". Tuyên bố này kêu gọi tạo ra một "quyền lực giới hạn nhưng rõ ràng và cân bằng nhằm ngăn chặn một cuộc chiến tranh." Grenville Clark và các thành viên khác tham gia hội nghị Dublin tiếp tục hoạt động tích cực trong Liên minh các Nhà liên bang Thế giới (United World Federalists - UWF) và Phong trào Liên bang Thế giới. UWF nhận được thành công nhất định trong thời gian hậu chiến khi 23 nhà lập pháp quốc gia thông qua các dự luật ủng hộ các mục tiêu của tổ chức này, nhưng chủ nghĩa McCarthy đã khiến nhiều thành viên chủ chốt rời bỏ tổ chức do lo sợ Joseph McCarthy có thể phá hủy sự nghiệp của họ. Tại Hoa Kỳ, chủ nghĩa quốc tế bắt đầu bị gán với chủ nghĩa cộng sản.
Trong thời kỳ hậu Chiến tranh Lạnh, một vài nhân tố đã tạo nên điều kiện thuận lợi hơn cho các đề xuất UNPA. Một báo cáo của Ủy ban ba bên cho thấy sự kết thúc của một thế giới được dẫn đầu bởi hai cường quốc Liên Xô và Hoa Kỳ đồng nghĩa với sự phân tán quyền lực. Sự tăng trưởng của nền kinh tế hội nhập, sự nổi lên của các công ty xuyên quốc gia, chủ nghĩa dân tộc tại các quốc gia kém phát triển, sự phát triển và lan rộng của khoa học công nghệ, và sự gia tăng các vấn đề cả trong từng quốc gia và mang tính quốc tế (như các vấn đề môi trường toàn cầu và sự sở hữu vũ khí hủy diệt hàng loạt) đã đặt ra yêu cầu phát triển sự hợp tác quốc tế lớn hơn bao giờ hết. Nền dân chủ nói chung đã lan rộng: vào năm 2013, Freedom House đã đưa ra con số 121 quốc gia dân chủ qua bầu cử, so với 66 quốc gia vào năm 1987 và 30 vào năm 1975 (mặc dù vào giữa những năm 2000, xu hướng này có dấu hiệu chững lại). Một Liên minh châu Âu đang nhanh chóng phát triển và mở rộng, một thực thể siêu quốc gia độc đáo trong đó quyền lực của Liên minh đang dần dần được nâng cao đã cho thế giới một ví dụ về sự phát triển và hoạt động của một nghị viện đa quốc gia có thể có. Tổ chức Thương mại Thế giới cùng các tổ chức tương tự khác tạo ra mối lo ngại lớn rằng chúng dường như đang tạo được sự ảnh hưởng lớn hơn và kiểm soát các hoạt động cạnh tranh thương mại, nhưng người dân lại không được tham gia; Tổng thống Mỹ Bill Clinton cho rằng: "Chúng ta cần các tổ chức thương mại quốc tế được tự do soi xét một cách công khai thay cho những hoạt động bí mật sẽ phải chịu chỉ trích nặng nề." Một "chính sách ngoại giao mới" có lẽ đang được hình thành trong đó các tổ chức phi chính phủ và các chỉnh phủ sẽ cùng hợp tác để tạo ra các cơ quan quốc tế mới như Tòa án Hình sự Quốc tế. Chủ tịch Ủy ban Cố vấn Hoa Kỳ về Ngoại giao Công chúng Harold C. Pachios nói rằng:
| “ | Từ khi các chính phủ được thành lập tới nay, ngoại giao đã đóng vai trò gửi đi một thông điệp tới một chính phủ khác, thường được đưa ra bởi một thành viên chính phủ–một đại sứ–tới một người đại diện của chính phủ nước ngoài, và trả lời các chính phủ nước ngoài. Quan hệ ngoại giao giữa các nước thường được duy trì nhờ các cuộc trao đổi thông điệp giữa các chính phủ, và các cuộc trao đổi này là bí mật theo thông lệ. Cuộc cách mạng thông tin vào nửa cuối thế kỷ 20, cụ thể là thập niên cuối cùng của thế kỷ 20, đã làm thay đổi nhanh chóng tất cả. Bây giờ chính những công dân bình thường của các nước mới là những người thường xuyên duy trì mối quan hệ giữa các quốc gia. | ” |

Vào đầu năm 1993, Ủy ban Thường vụ về Đối ngoại và Thương mại Quốc tế của Hạ viện Canada trình bày một báo cáo nói rằng: "Bằng cách xây dựng một hội đồng cử tri cả về mặt công cộng và chính trị cho Liên Hợp Quốc, Ủy ban khuyến khích Canada ủng hộ sự phát triển của một Hội đồng Nghị viện Liên Hợp Quốc." Chiến dịch vì một Liên Hợp Quốc Dân chủ (Campaign for a Democratic United Nations - CAMDUN), Mạng lưới Quốc tế vì một Hội đồng Liên Hợp Quốc thứ hai (International Network for a United Nations Second Assembly - INFUSA), và Phong trào Hội đồng Nhân dân Toàn cầu (Global People's Assembly Movement - GPAM), bắt đầu đưa ra nhiều bản đề xuất về UNPA vào khoảng năm 1995, và các tổ chức khác, như One World Trust, xuất bản các bản phân tích về cách bắt đầu nó trong tình hình chính trị hiện tại. Vào ngày 8 tháng 2 năm 2005, khởi đầu Ủy ban vì một LHQ Dân chủ (hiện tại là tổ chức Dân chủ Không Biên giới), 108 nghị sĩ Thụy Sỹ đã ký một bức thư gửi Tổng thư ký kêu gọi thành lập một cơ quan như vậy. Vào ngày 14 tháng 5 năm 2005, Nghị viện của Quốc tế Tự do đưa ra một nghị quyết nêu rõ: "Quốc tế Tự do kêu gọi các nước thành viên Liên Hợp Quốc thảo luận về việc thành lập một Hội đồng Nghị viện tại Liên Hợp Quốc." Ngày 9 tháng 6 năm 2005, Nghị viện châu Âu thông qua nghị quyết trong đó có phần nêu rằng Europarl "kêu gọi thành lập một Hội đồng Nghị viện Liên Hợp Quốc (UNPA) trong khuôn khổ Hệ thống LHQ, từ đó sẽ làm thúc đẩy tính dân chủ và quá trình dân chủ nội bộ trong tổ chức và cho phép xã hội dân sự thế giới được tham gia trực tiếp vào quá trình quyết định; cho rằng Hội đồng Nghị viện nên được trao các quyền thông tin, tham gia và kiểm soát đầy đủ, và nên được nhận các ý kiến trực tiếp tại Đại Hội đồng LHQ; [...]" Vào năm 2006, tổ chức Công dân vì một Hội đồng Nhân dân Liên Hợp Quốc (Citizens for a United Nations People's Assembly) gửi một bản kiến nghị tập thể tới Tổng thư ký LHQ Kofi Annan kêu gọi "triệu tập một Hội đồng Cấp cao nhằm quyết định các bước cần thiết để thành lập một Hội đồng Nghị viện Nhân dân trong Tổ chức Liên Hợp Quốc"
Vào tháng 4 năm 2007, các tổ chức phi chính phủ quốc tế khởi xướng Chiến dịch Quốc tế vì một Hội đồng Nghị viện Liên Hợp Quốc (CEUNPA), phong trào chính hiện tại kêu gọi thành lập một UNPA. Phong trào được dẫn đầu bởi tổ chức Dân chủ Không Biên giới. Hơn 150 nhóm xã hội dân sự và gần 1.500 nghị sĩ trên khắp thế giới đang tham gia Chiến dịch. Tính tới tháng 6 năm 2017, kiến nghị của CEUNPA đã được ủng hộ bởi hàng ngàn chữ ký từ hơn 150 quốc gia, trong số đó là hàng trăm nghị sĩ, các lãnh đạo xã hội dân sự, các học giả hàng đầu và các cá nhân như cựu Tổng thư ký LHQ Boutros Boutros-Ghali, Chủ tịch Nghị viện châu Phi Gertrude Mongella, diễn viên Emma Thompson, nhà văn khoa học viễn tưởng Arthur C. Clarke và Edgar Mitchell, cựu phi hành gia NASA và cũng là người thứ sáu đặt chân lên Mặt Trăng. Vào ngày 25 tháng 9 năm 2007, tuyên bố của José Sócrates, Thủ tướng Bồ Đào Nha, đại diện cho Liên minh châu Âu, tại Khóa họp thứ 62 Đại Hội đồng Liên Hợp Quốc, nêu rằng, "Chúng ta tiếp tục quyết tâm cải cách cơ cấu nhằm tăng tính đại diện, minh bạch và hiệu quả của Tổ chức." Vào ngày 24 tháng 10 năm 2007, Nghị viện châu Phi nhất trí chọn giải pháp kêu gọi thành lập một Hội đồng Nghị viện tại Liên Hợp Quốc, cho rằng: "trái ngược với các tổ chức quốc tế khu vực như Liên minh châu Phi, Liên minh châu Âu, Hội đồng châu Âu, hay Mercosur, Liên Hợp Quốc cùng các cơ quan chuyên trách là một trong những diễn đàn quốc tế cuối cùng còn thiếu một Hội đồng Nghị viện được đưa vào và thành lập." Tới nay, bốn hội thảo quốc tế của CEUNPA đã được tổ chức.
Một trong những tổ chức ủng hộ LHQ có ảnh hưởng và có tiếng tăm nhất, UNA-USA lại chưa có một ý kiến nhất quán về vấn đề này. Vào năm 2003, tổng giám đốc nghiên cứu chính sách của UNA-USA, Jeffrey Laurenti, viết một bài viết với tựa đề An Idea Whose Time Has Not Come (Một ý tưởng chưa đúng lúc), cho rằng vẫn còn nhiều vấn đề quan trọng chưa được giải quyết về UNPA như tính toàn thể, quyền hạn và hiệu quả. Vị trí của UNA sau đó dường như đảo ngược lại vào tháng 11 năm 2006, khi phiên họp toàn thể lần thứ 38 của Liên đoàn Thế giới các Hiệp hội Liên Hợp Quốc (World Federation of United Nations Associations) đưa ra một giải pháp "Ủng hộ thành lập một Hội đồng nghị viện Liên Hợp Quốc như một cơ quan lập pháp trong hệ thống Liên Hợp Quốc và là tiếng nói của công dân; Kêu gọi chính phủ các nước thành viên Liên Hợp Quốc, các nghị sĩ và đại diện xã hội dân sự cùng xem xét các bước và tùy chọn có thể để thành lập một Hội đồng Nghị viện Liên Hợp Quốc."
| Tên                                   | Khóa đầu tiên | Lần bầu cử trực tiếp đầy đủ đầu tiên |
| Hội đồng Nghị viện của Ủy hội châu Âu | 1949          | N/A                                  |
| Nghị viện châu Âu                     | 1952          | 1979                                 |
| Hội đồng Liên minh Tây Âu             | 1955          | N/A                                  |
| Hội đồng Nghị viện của NATO           | 1955          | N/A                                  |
| Hội đồng Nghị viện của OSCE           | 1992          | N/A                                  |
| Nghị viện Ả Rập                       | 2001          | N/A                                  |
| Nghị viện châu Phi                    | 2004          | N/A                                  |
| Nghị viện Mercosur                    | 2007          | 2020 (dự kiến)                       |

Theo Stefan Marschal, những năm sau Chiến tranh thế giới thứ hai, cụ thể là hai thập niên 1980 và 1990, đã chứng kiến sự tăng lên nhanh chóng của các hội đồng nghị viện, với hơn 40 hội đồng được thành lập kể từ năm 1949. Khoảng 42% trong đó được liên kết với một tổ chức quốc tế, 32% được liên kết một cách không chính thức và 26% không được liên kết. Sự tăng lên nhanh chóng các hội đồng nghị viện là nhờ vào sự chấp nhận của thể chế đại nghị như một cách nhằm hợp pháp hóa các quyết định; cơ hội hợp tác liên chính phủ đạt tới mức cần có sự hỗ trợ nghị trường lớn hơn; cùng với sự liên kết vùng. Tuy nhiên, nhiều tổ chức quốc tế, như LHQ và WTO, vẫn còn thiếu một hội đồng nghị viện và các tổ chức này "đã bị chỉ trích nặng nề."
Vào ngày 9 tháng 2 năm 2010, một nghị quyết của một hội nghị quốc tế các thẩm phán đương nhiệm và trước đây của các tòa án tối cao của hơn 30 quốc gia nhóm họp tại Lucknow, Ấn Độ, kêu gọi xem xét lại Hiến chương LHQ và thành lập một nghị viện thế giới.
Vào năm 2013, Hội đồng Lập pháp Đông Phi thông qua một nghị quyết ủng hộ việc thành lập một UNPA, và thúc giục Cộng đồng Đông Phi đi tiên phong trong việc kêu gọi phát triển một vị trí chung cho châu Phi nhằm ủng hộ Hội đồng Nghị viện. Nghị quyết này, trong đó cho rằng một UNPA sẽ cải thiện tính minh bạch, trách nhiệm và tính hiệu quả của LHQ, được đề xuất bởi Mike Sebalu và được hỗ trợ bởi Makongoro Nyerere, Frederic Ngenzebuhoro, Adam Kimbisa, Dan Kidega, Nusura Tiperu, và Abubakar Zein Abubakar.

## Triển khai
Hiện có năm lựa chọn chính cho việc thành lập một Hội đồng Nghị viện LHQ theo nhiều đánh giá khác nhau.
Sửa đổi Hiến chương LHQ, có thể qua một Hội nghị Xét lại Hiến chương theo Điều 109, là một khả năng thường được nhắc tới. Đây là một quá trình khó khăn bởi nó yêu cầu sự chấp thuận của hai phần ba các nước thành viên LHQ, bao gồm cả năm thành viên thường trực của Hội đồng Bảo an. Tới nay mới Hiến chương LHQ mới chỉ có 5 lần sửa đổi từ năm 1945, và không lần nào được thực hiện theo Điều 109. Louis Sohn và Grenville Clark, trong cuốn sách World Peace Through World Law (Hòa bình thế giới qua luật lệ thế giới) năm 1958 của họ, đề xuất thành lập Hội đồng Nghị viện bằng cách này.
Một khả năng nữa là thành lập UNPA dưới dạng một cơ quan con của Đại Hội đồng LHQ. Đại Hội đồng có quyền làm điều này theo Điều 22 của Hiến chương LHQ. Erskine Childers và Sir Brian Urquhart đã ủng hộ cách làm này trong cuốn sách năm 1994 của họ, Renewing the United Nations System (Cải cách Hệ thống Liên Hợp Quốc). Ủy ban vì một LHQ Dân chủ cũng chủ trương thành lập UNPA theo Điều 22 hoặc qua chuyển đổi Liên minh Nghị viện Thế giới trong báo cáo của họ, Developing International Democracy (Phát triển Dân chủ Quốc tế), viết bởi Andreas Bummel, đồng sáng lập và giám đốc chiến dịch UNPA. Vào năm 2006, Hội đồng châu Âu thông qua một nghị quyết cho rằng, "Một bước đi quan trọng tới việc phát triển một cơ quan nghị viện LHQ có thể là sự thành lập một hội đồng nghị viện thử nghiệm với các chức năng cố vấn cho Đại Hội đồng."
Một lựa chọn nữa là thành lập UNPA như một tổ chức phi chính phủ các nhà lập pháp được bầu vào một cách dân chủ. Lựa chọn này cũng có lợi thế là không cần thiết phải có sự hợp tác của các chính phủ (đôi khi là các chính phủ độc tài) hay các tổ chức nghị viện thế giới với các thành viên độc tài, từ đó chỉ có các nhà lập pháp dân chủ, các nghị viện và các quốc gia mới được đại diện. Hiệp hội Nghị viện và Hiến pháp Thế giới (World Constitution and Parliament Association) và các tổ chức phi chính phủ khác đã nỗ lực xây dựng các nghị viện có khả năng hoạt động. Dieter Heinrich đã chỉ trích cách làm này: "Nếu nó quả thực thành công trên bất cứ quy mô nào, nó sẽ chuyển hướng các nguồn lực từ việc thúc ép các chính phủ về hàng ngàn các vấn đề cụ thể, việc mà các công dân có thể làm tốt, thành một chiến dịch về một cấu trúc pháp quyền toàn cầu, việc mà các nhóm công dân không được chuẩn bị tốt...Và kết quả là hội đồng này sẽ luôn bị nghi ngờ về tính hợp pháp (nó thực sự đại diện cho ai?) và cái ý nghĩa chưa thật chắc chắn rằng nó sẽ như một điểm khởi đầu mang tính cách mạng của một nghị viện thế giới thực sự cũng sẽ bị đặt dấu hỏi."
Một UNPA cũng có thể được thành lập thông qua một hiệp ước riêng biệt. Cách làm này có lợi thế là chỉ cần 20 tới 30 nước có nền văn hóa và địa lý phong phú là có thể thành lập một UNPA, và sau đó sẽ mở rộng thêm khi nhiều nước khác tiếp tục phê chuẩn hiệp ước. Strauss cho biết đây là phương pháp thành lập của hầu hết các tổ chức quốc tế, như Tổ chức Y tế Thế giới, Tổ chức Lao động Quốc tế, và Tòa án Hình sự Quốc tế. Một hội nghị tập hợp đại diện các nước có thể sẽ là khởi đầu cho quá trình này nhằm soạn thảo hiệp ước; sau đó quá trình phê chuẩn hiệp ước sẽ được bắt đầu.
Cũng có thể sử dụng và/hoặc chuyển đổi Liên minh Nghị viện Thế giới (IPU), khi tổ chức này đã được trao quyền giám sát vào năm 2002. Hội nghị Thế giới Lần thứ hai Các Chủ tịch Nghị viện của IPU thông qua một nghị quyết nói rằng: "Chúng tôi nhiệt liệt hưởng ứng sự hợp tác lớn hơn với Liên Hợp Quốc, và khuyến khích tổ chức này thường xuyên hợp tác nhiều hơn với các chuyên gia chính trị và kỹ thuật do IPU cùng các thành viên cung cấp." Một bài viết của Tổng thư ký IPU Anders B. Johnsson vào năm 2005 cũng viết rằng: "Việc thành lập một hội đồng nghị viện tách biệt cùng song song tồn tại với Đại Hội đồng của các chính phủ có sẵn đem lại rất ít ý nghĩa về thực tiễn và chính trị." Quả thực là Liên minh Nghị viện Thế giới có vẻ có thiên hướng ủng hộ một IPU được chuyển đổi để thay thế cho một UNPA hơn, cho rằng: "Liên minh đã có những kinh nghiệm cần thiết, và cần tránh tạo thêm một cơ quan quan liêu nữa." Tuy nhiên, nhiều nghị viện quốc gia lại không phải là thành viên của IPU.

## Quyền hạn

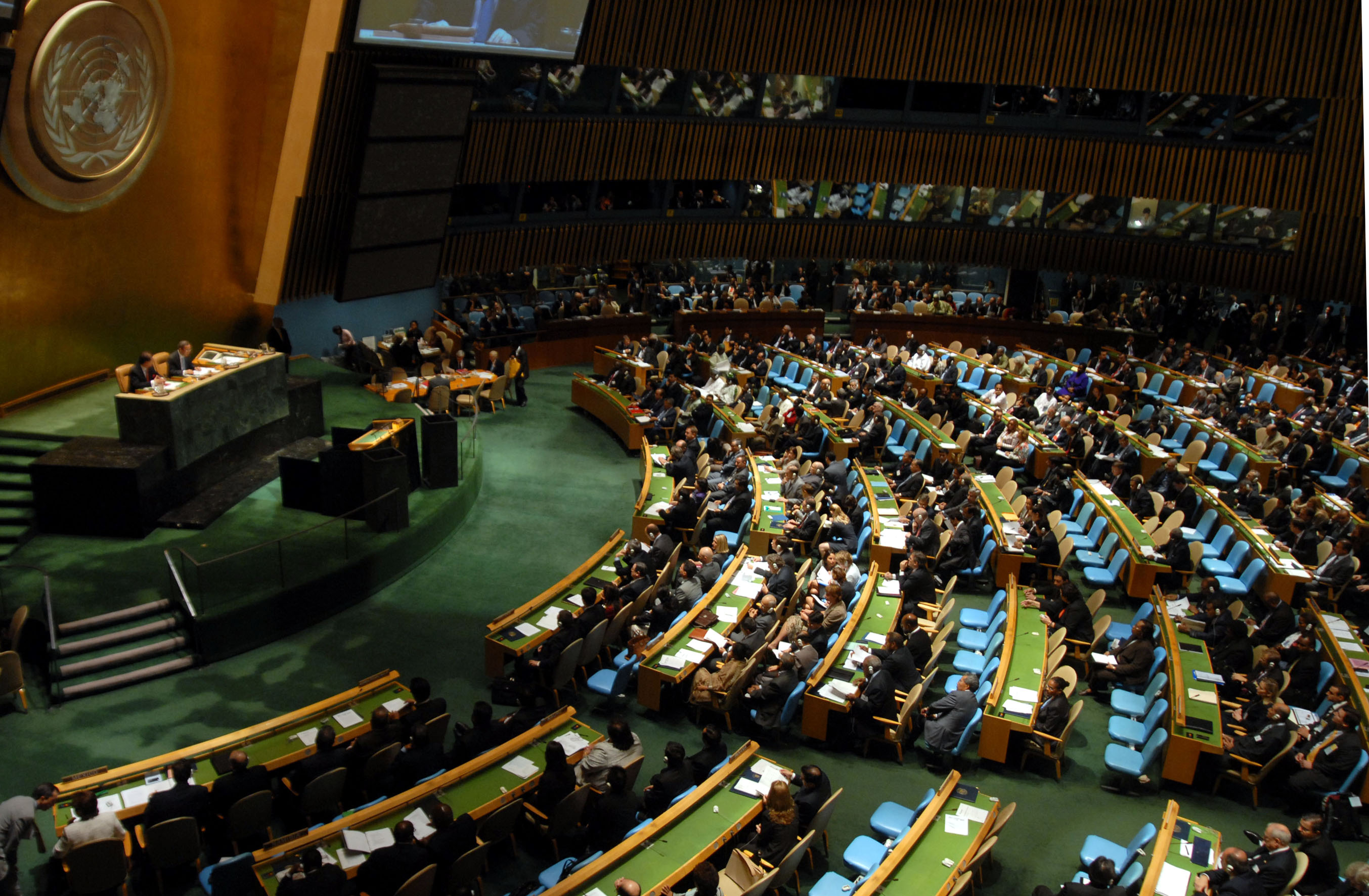
Nếu theo như nhiều cơ quan lập pháp quốc gia, Đại Hội đồng LHQ có thể sẽ hoạt động ban đầu như thượng viện không qua bầu cử của một hệ thống LHQ lưỡng viện.

CEUNPA đề xuất rằng khởi đầu của UNPA sẽ là một cơ quan cố vấn, quyền hạn của nó có thể được tăng cường trong thời gian nó được phát triển thành một hội đồng được bầu lên một cách trực tiếp: "Từng bước một, nó cần được cấp các quyền đầy đủ về thông tin, tham gia và điều hành thông qua LHQ và các tổ chức trong hệ thống LHQ." Một bài viết trong Asian-Pacific Law & Policy Journal viết rằng những ví dụ trước đó cho ý tưởng này bao gồm Quốc hội Anh, Quốc hội phong kiến Pháp, Quốc hội Hoa Kỳ, và Europarl, tất cả đều là các hệ thống mà, theo thời gian, quyền lực đều được chuyển tới các quan chức được bầu lên trực tiếp: "Trong quá khứ, nền dân chủ sơ khai luôn phải thỏa hiệp với những thế lực khác và phải tiến lên một cách tuần tự khi có thể. Quá trình này thường được thực hiện dưới dạng một viên 'không dân chủ' được bổ sung trong cấu trúc nghị viện. Do vậy, tại Anh, tính cần thiết trong việc thỏa hiệp của 'thứ dân' với quyền lực và lợi ích của giới quân đội và giới quý tộc đã đòi hỏi phải có một hệ thống lưỡng viện, bao gồm cả Viện Quý tộc và Viện Thứ dân. Quốc hội phong kiến của Pháp cũng có các khối thế lực tương tự được gọi là các 'đẳng cấp' hay các viện chuyên biệt tách biệt, và Thượng viện Hoa Kỳ cũng cho thấy sự thỏa hiệp cần thiết về lợi ích của các tiểu bang ít dân hơn với các tiểu bang đông dân hơn do lo sợ sự 'áp đảo dân chủ' từ những tiểu bang này."
Các nhà liên bang thế giới thường chỉ ra rằng một liên minh nhân dân dân chủ, thay vì các chính phủ, đã được gợi lên ngay trong những lời mở đầu của Hiến chương Liên Hợp Quốc: "Chúng tôi, nhân dân các quốc gia liên hiệp..." Ý kiến này được đưa ra bởi Theo van Boven: "Một Liên Hợp Quốc dân chủ hơn theo tầm nhìn của chiến dịch vì một Nghị viện LHQ sẽ tăng cường tính chính đáng của cái tên Nhân dân các quốc gia liên hiệp mà Hiến chương LHQ đã tuyên bố." Theo Ủy ban vì một LHQ Dân chủ: "Ý tưởng UNPA là bước đầu tiên tới một nghị viện thế giới dân chủ". Các nhà liên bang thế giới thường xem một hội đồng dân chủ với quyền hạn đầy đủ là một cách để ngăn chặn chiến tranh, với việc trao cho mọi người một phương thức theo đuổi mục tiêu chính trị của mình một cách ôn hòa. Ví dụ như Walter Cronkite đã nói rằng: "Trong vòng vài năm tới, chúng ta phải thay đổi cấu trúc cơ bản của cộng đồng toàn cầu chúng ta, từ hệ thống hỗn loạn của chiến tranh và các vũ khí mang tính hủy diệt hơn bao giờ hết hiện nay, sang một hệ thống mới được quản lý bởi một liên đoàn LHQ dân chủ."
Nhưng cũng có ý kiến phản đối ý tưởng về một nghị viện toàn cầu. Năm 2007, BBC đã khảo sát khoảng 12.000 người với câu hỏi: "Bạn ủng hộ như thế nào về một Nghị viện Toàn cầu, nơi các thành viên bỏ phiếu được dựa trên dân số của các quốc gia, và nghị viện này có thể đưa ra các chính sách ràng buộc?" Trong số những người được hỏi, 19,1% trả lời "Rất không ủng hộ–đây là một ý tồi"; 14,9% trả lời "Khá không ủng hộ–nhưng nó có thể thành công"; 23,1% nói "Khá ủng hộ–nhưng còn do dự"; và 14,4% nói "Rất ủng hộ–đây là một ý tốt". Cuộc khảo sát được chia ra theo từng nước, và Mỹ và Úc là hai nước tỏ thái độ phản đối nhiều nhất. UNPA sẽ phải đối mặt với các tổ chức chính trị như Đảng Lập hiến Hoa Kỳ, và các chính trị gia như ứng viên tranh cử tổng thống Hoa Kỳ năm 2008 Ron Paul, chủ trương rút khỏi Liên Hợp Quốc và các tổ chức đa phương khác do lo ngại về vấn đề chủ quyền. Lãnh đạo Đảng Hành động Canada Connie Fogal cũng phản đối UNPA, cho rằng: "Thật ngạc nhiên khi thấy NDP và Đảng Xanh lại ủng hộ việc này...Hơn nữa, hội đồng châu Âu đã chứng tỏ là một cơ chế nghị gật với những quyết định đầy tính quan liêu. Đây không phải là dân chủ." Một bài viết của Civicus cũng cảnh báo: "Với sự phản đối mạnh mẽ một cách không ngờ về xã hội dân sự trong tương lai gần (cho dù đã có những nỗ lực từ Chủ tịch Đại Hội đồng LHQ, Jan Eliasson nhằm đảo ngược lại xu thế này), sự tham gia của công dân tại LHQ đang giảm đi nhanh chóng. Sẽ an toàn hơn khi thừa nhận rằng các nước thành viên nói chung chưa thấy cần phải cân nhắc về một Hội đồng Nghị viện vào lúc này."
Herbert W. Briggs chỉ ra rằng trong khi một UNPA có thể được thành lập như một cơ quan con của UNGA mà không cần bất cứ thay đổi nào với luật quốc tế, việc trao cho cơ quan này quyền thông qua các luật lệ ràng buộc sẽ yêu cầu sửa đổi Hiến chương LHQ hoặc một hiệp ước mới. UNGA đóng vai trò kết nạp, đình chỉ và khai trừ các thành viên LHQ, phê duyệt ngân sách, và ứng cử các thành viên vào các cơ quan LHQ, nhưng quyền lực của cơ quan này ghi trong Điều IV của Hiến chương LHQ cơ bản chủ yếu mang tính chất đưa ra ý kiến. Các quyền này bao gồm "thảo luận," "đưa ra những kiến nghị," "xem xét," "lưu ý Hội đồng Bảo an về những tình thế," "tổ chức nghiên cứu," "tiếp nhận...những báo cáo,", v.v., cũng như "thành lập những cơ quan giúp việc mà Đại hội đồng xét thấy là cần thiết cho việc thực hiện các chức năng của mình." Hiến chương không có bất kỳ điều khoản nào cho phép UNGA ủy thác bất cứ quyền hạn nào mà chính nó không nắm giữ. Và trong khi Điều 25 quy định: "Các Thành viên Liên Hợp Quốc đồng ý phục tùng và thực hiện những quyết định phù hợp với Hiến chương này của Hội đồng Bảo an," không có một yêu cầu nào bắt buộc các thành viên phải tuân theo các kiến nghị của UNGA. Mặt khác, Điều 13(1)(a) của Hiến chương nêu rõ nhiệm vụ của UNGA là "khuyến khích sự đổi mới các điều luật quốc tế theo hướng tiến bộ và việc soạn thảo nó."
Theo Oscar Schachter, có một số câu hỏi về liệu quá trình lập pháp quốc tế truyền thống thông qua việc phê chuẩn các hiệp ước tại từng quốc gia có còn thích hợp vào thời điểm này: "Quá trình rời rạc truyền thống của tập quán pháp không thể phù hợp với sự cần thiết về hành động chung nhằm giải quyết vô số những vấn đề nổi lên do sự phát triển kỹ thuật, các tác động về nhân khẩu và môi trường, sự thay đổi thái độ về công bằng xã hội, hay những yêu cầu về kinh doanh quốc tế. Dù tất cả các vấn đề này có thể được giải quyết nhờ các hiệp ước đa phương, các quá trình thảo luận về hiệp ước lại thường phức tạp và chậm chạp, trong khi các nghị quyết của LHQ có thể được đạt tới một cách dễ dàng hơn." Luật biển là một ví dụ về một thỏa thuận đã phải kéo dài tới hàng thế kỷ mới có thể được thông qua tại Hoa Kỳ (mặc dù Học viện Cato nhận định sự trì hoãn là một điều tốt.) George Monbiot tranh luận: "Sự thiếu vắng một cơ quan lập pháp quốc tế làm hạ thấp uy quyền của một cơ quan tư pháp quốc tế (như tòa án hình sự đã được đề xuất). Các thẩm phán chủ tọa các phiên tòa về tội ác chiến tranh tại La Hay và Arusha đã bị buộc phải tự tạo ra luật trong quá trình xét xử."
Các đề xuất trao cho UNGA quyền lập pháp–bao gồm ý tưởng "bộ ba ràng buộc" sẽ làm cho các nghị quyết của UNGA có tính ràng buộc nếu được thông qua bởi các quốc gia chiếm đại đa số về lãnh thổ, dân số và sản xuất kinh tế của thế giói–mới chỉ có những bước tiến nhỏ. Theo Heinrich, một khi UNPA đã được thành lập, việc kêu gọi ủng hộ trao quyền lực cho cơ quan này sẽ dễ dàng hơn. Người ta có thể mong đợi các thành viên của hội đồng đóng một vai trò to lớn trong việc thúc đẩy sự phát triển của hội đồng, bằng cách kêu gọi sửa đổi Hiến chương LHQ nhằm đưa hội đồng trở thành một "cơ quan chính" song song với Đại Hội đồng. Với kinh nghiệm và khả năng về chính trị của mình, cùng với sự tham gia của họ với các cấp cao nhất của các chính phủ quốc gia của mình, và sự tín nhiệm của họ với công chúng thế giới và truyền thông, người ta có thể mong đợi các chính trị gia tại Hội đồng Nghị viện LHQ trở thành một lực lượng chính trị mạnh mẽ và kiên định cho sự hình thành của hội đồng.